# بول فيولا
بول فيولا (بالإنجليزية: Paul Viola) هو عالم حاسوب وأستاذ جامعي أمريكي، ولد في 22 أكتوبر 1966.